# オンコセルカ症
オンコセルカ症（オンコセルカしょう、英: Onchocerciasis）は、河川盲目症（かせんもうもくしょう）としても知られ、回旋糸状虫によって引き起こされるフィラリア感染症である。感染者の99%以上はアフリカ31カ国に暮らしているが、ラテンアメリカの一部地域にも感染者がいる。症状はひどいかゆみ、皮下のこぶ、失明であり、感染による失明ではトラコーマに次いで多い原因になっている。世界保健機関（WHO）による顧みられない熱帯病20疾患のひとつである。
2017年に、少なくとも2億2000万人がオンコセルカ症の予防療法を必要とし、感染者のうち1460万人が皮膚疾患を持ち、115万人が視力障害を抱えていると推定される。イベルメクチンの年1 - 2回の集団投与（MDAと呼ばれる）は、オンコセルカ症撲滅の核となる戦略であり、米製薬メルクから「メクチザン」のブランド名で無償提供されている。数十年にわたる撲滅活動により、オンコセルカ症の撲滅が確認された国はコロンビア（2013年）、エクアドル（2014年）、メキシコ（2015年）、グアテマラ（2016年）の4カ国である。

## 原因
回旋糸状虫を病原体にし、感染したシムリウム属のブユに繰り返し咬まれることで伝染する。このブユが河川の近くに生息することが「河川盲目症」という病名の由来となっている。

### ライフサイクル
寄生虫の一生を、ブユとヒトの宿主を通じて以下のステップでたどることができる。
1. 雌のブユが感染したヒトの血液を餌として吸い、同時にミクロフィラリア（回旋糸状虫の子虫）を体内に摂取する
2. ミクロフィラリア（子虫）はブユの体内で約2週間かけてヒトに感染できる状態（感染幼虫）に成長する
3. このブユがヒトを吸血した際、ブユの口吻から感染幼虫がヒトの体内に侵入する
4. ヒトの体内に侵入した幼虫は12 - 18カ月かけて成長する
5. 成長した雌の寄生虫は、皮膚表面近くで10 - 15年生き続け、数百万（一日あたり700 - 1500匹）のミクロフィラリアを産む
6. このヒト生体内のミクロフィラリアを、別のブユが血液とともに吸うことで循環する

## 診断
診断は皮膚サンプルの生検や抗体検査、PCR検査等で行うことができる。皮膚生検はもっとも一般的な診断方法であり、皮膚のサンプルを採取し、生理的食塩水に浸して幼生が出てくるかを観察する。

## 予防
この病気に対するワクチンはなく、唯一の予防方法はブユに咬まれるのを避けることである。回避方法はディートを含む虫よけ剤の使用と、長袖・長ズボン衣服の着用、蚊帳の使用がある。その他、殺虫剤の散布によりブユの数を減らす取り組みがされている。牛に対するオンコセルカ症の感染を予防するワクチンは第3相試験段階にあり、弱体化した幼虫を注射した牛は、感染に対して非常に高いレベルの防御力を身につけた。この発見は、同様のアプローチで人をオンコセルカ症から守るワクチンを開発できる可能性を示唆している。

## 治療

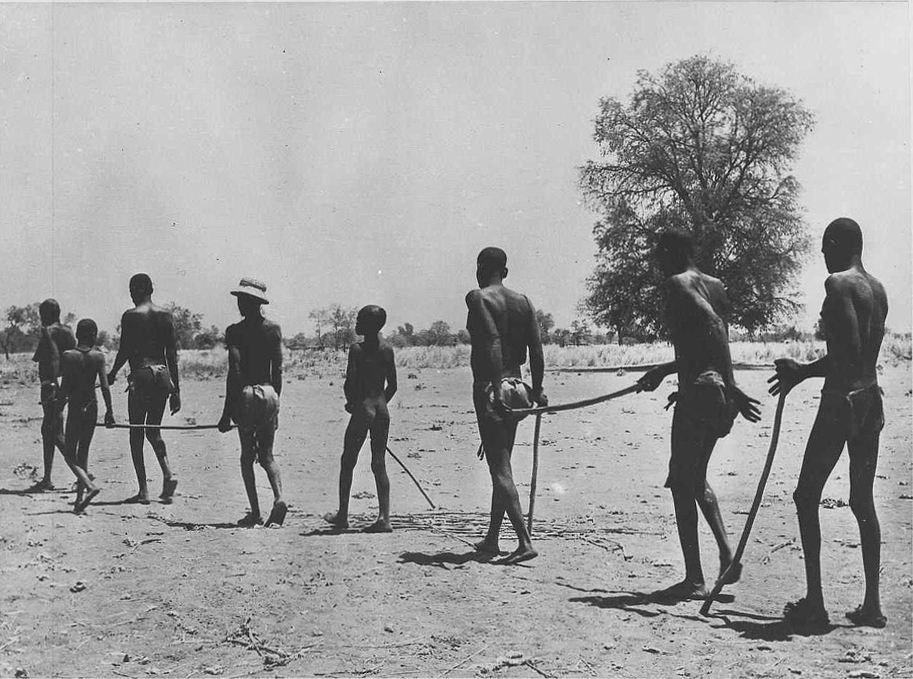
アフリカで失明した大人を導く子供たち

集団投与（MDA）プログラムでは、オンコセルカ症の治療薬はイベルメクチン（商品名：メクチザン）であり、150μg/kgの単回経口投与を年に1 - 2回行う。ミクロフィラリアは成虫になるまでに12 - 18カ月かかるため、1回の投与でミクロフィラリアを麻痺させ死滅させることで大幅な減少が1年以上続き、推奨用量以上の投与は副作用の発生率が高く有害である可能性がある。この薬は、成虫を殺すことはできないが、メス成虫の不妊化を進め、6カ月ごとの投与では不妊化がより早く進む。成虫は症状を引き起こさず、成虫の周りに形成されるこぶ（小結節）で10 - 15年生き続けるため、投薬は10 - 15年間行うことが推奨される。イベルメクチンは、冷蔵を必要とせず、年1 - 2回の服用でよく安全性が高いため、最小限の訓練を受けた地域の保健員によって広く投与されている。
ガーナの研究では、イベルメクチンの投与にもかかわらず2000年から2005年の間に有病率が2倍になり、寄生虫が薬剤に対して耐性化していることを示唆している。そのため、別の抗寄生虫剤モキシデクチンの臨床試験が行われている。
ドキシサイクリンは、ボルバキアと呼ばれる寄生虫の生存と胚発生に必要な内共生細菌を弱らせるので、一部ではこれも使われている。

## 歴史
オンコセルカ症はアフリカで生まれ、奴隷貿易によってアメリカ大陸に運ばれた。この病気の原因となるミクロフィラリア寄生体は、1874年にアイルランド人海軍外科医のジョン・オニールによって最初に特定された。オニールは、アフリカ西海岸でよく見られる「クロウクロウ」と呼ばれる皮膚病の原因を突き止めようとしていた。1915年にロドルフォ･ロブレス医師が初めてこの寄生虫を眼病に関連付けた。

### 撲滅プログラム
1974 - 2002年に西アフリカで行われた「オンコセルカ症対策プログラム（OCP）」は、河川に幼虫駆除剤を散布してブユの発生を抑制し、1988年からはイベルメクチンの集団投与によりオンコセルカ症を排除していった。この活動は世界保健機関（WHO）、世界銀行、国連開発計画（UNDP）、国連食糧農業機関（FAO）の共同で行われ、60万人の失明を未然に防ぐことができた。
米製薬メルクは、1988年から保健省や世界保健機関（WHO）などの非政府開発組織（NGDO）と協力し、「メクチザン寄付プログラム（MDP）」を通じて、イベルメクチンを流行地域の人々に無償で提供している。
1995 - 2015年、「アフリカ・オンコセルカ症対策プログラム（APOC）」が、イベルメクチンを中心に19カ国を対象に行われ、その活動の一部はWHOの「顧みられない熱帯病（NTDs）撲滅のための特別プロジェクト（ESPEN）」に引き継がれた。
1992年、イベルメクチンを使用したアメリカ大陸の「オンコセルカ症制圧プログラム（OEPA）」が開始された。2013年、汎米保健機構（PAHO）は、16年の努力の結果、コロンビアが世界で初めてオンコセルカ症を撲滅した国となったと発表した。2022年現在、アメリカ大陸のオンコセルカ症撲滅プログラムは、ブラジルとベネズエラの国境に住むヤノマミ族に焦点が当てられている。オンコセルカ症の撲滅が確認された国は、コロンビア（2013年）、エクアドル（2014年）、メキシコ（2015年）、グアテマラ（2016年）である。当初の予測では、2012年までにアメリカ大陸からこの病気が根絶されるとされていた。
2019、新型コロナの混乱により、オンコセルカ症に対するイベルメクチンの集団投与（MDA）は、2020年から一時中断された。